# Championnat de Tunisie masculin de volley-ball 1998-1999
Navigation
Saison précédente Saison suivante
Le championnat de Tunisie masculin de volley-ball 1998-1999 est la 44e édition à se tenir depuis 1956. Il est disputé par les huit meilleurs clubs en trois phases : une première phase de classement en aller et retour, une deuxième de play-off et play-out en aller et retour avec quatre clubs pour chaque groupe, et une troisième de super play-off entre les deux premiers du play-off.
L'Espérance sportive de Tunis remporte son quatrième championnat et reprend la coupe de Tunisie à l'issue de la finale gagnée contre l'Étoile sportive du Sahel (3-2). Les auteurs de cette performance dirigés par Habib Meriah sont Khaled Belaid, Tarek Ouni, Atef Béji, Abderrazak Raïssi, Ghazi Guidara, Atef Loukil, Mohamed Baghdadi, David China, Riadh Abid, Amine Bessrour, Sofien Dhrayef, Bilel Ben Cheikh et Raouf Ben Salah.
La relégation en division nationale B est annulée pour porter le nombre de clubs de l'élite à dix. Saydia Sports et l'Étoile sportive de Radès montent en division nationale A.

## Division nationale A

### Première phase
| Rang | Équipe                                | Points | Matchs | Victoires | Défaites | Sets pour | Sets contre |
| 1    | Espérance sportive de Tunis           | 26     | 14     | 12        | 2        | 38        | 13          |
| 2    | Étoile sportive du Sahel              | 25     | 14     | 11        | 3        | 36        | 16          |
| 3    | Club olympique de Kélibia             | 24     | 14     | 10        | 4        | 35        | 19          |
| 4    | Club sportif sfaxien                  | 23     | 14     | 9         | 5        | 33        | 20          |
| 5    | Club africain                         | 22     | 14     | 8         | 6        | 30        | 19          |
| 6    | Union sportive de Carthage            | 17     | 14     | 3         | 11       | 14        | 34          |
| 7    | Aigle sportif d'El Haouaria           | 17     | 14     | 3         | 11       | 12        | 37          |
| 8    | Union sportive des transports de Sfax | 14     | 14     | 0         | 14       | 3         | 42          |

### Play-off
| Rang | Équipe                      | Points | Matchs | Victoires | Défaites | Sets pour | Sets contre |
| 1    | Espérance sportive de Tunis | 11     | 6      | 5         | 1        | 17        | 7           |
| 2    | Club sportif sfaxien        | 9      | 6      | 3         | 3        | 14        | 12          |
| 3    | Étoile sportive du Sahel    | 8      | 6      | 2         | 4        | 9         | 13          |
| 4    | Club olympique de Kélibia   | 7      | 6      | 1         | 5        | 7         | 15          |

### Super play-off
- Club sportif sfaxien - Espérance sportive de Tunis : 0-3
- Espérance sportive de Tunis - Club sportif sfaxien : 3-1

### Play-out
Les deux derniers rétrogradent en division nationale B.
| Rang | Équipe                                | Points | Matchs | Victoires | Défaites | Sets pour | Sets contre |
| 1    | Club africain                         | 12     | 6      | 6         | 0        | 18        | 4           |
| 2    | Union sportive de Carthage            | 10     | 6      | 4         | 2        | 14        | 8           |
| 3    | Aigle sportif d'El Haouaria           | 8      | 6      | 2         | 4        | 7         | 13          |
| 4    | Union sportive des transports de Sfax | 6      | 6      | 0         | 6        | 4         | 18          |

## Division nationale B
À la suite du retrait de l'Association sportive des PTT, de l'Union sportive de Kélibia et de l'Étoile sportive de Ghardimaou, seuls deux clubs s'engagent pour le championnat de division 2, ce qui conduit à leur accession dans une division nationale B à dix clubs. À l'issue de la première phase, les quatre premiers disputent le play-off et les autres un championnat d'honneur.

### Première phase
- 1er : Saydia Sports
- 2e : Étoile sportive de Radès
- 3e : Club sportif de Hammam Lif
- 4e : Tunis Air Club
- 5e : Zitouna Sports
- 6e : Fatah Hammam El Ghezaz
- 7e : Avenir sportif de La Marsa
- 8e : Union sportive monastirienne
- 9e : Étoile olympique La Goulette Kram
- 10e : Mouloudia Sport de Bousalem

### Play-off
Les deux premiers montent en division nationale A.
| Rang | Équipe                     | Points | Matchs | Victoires | Défaites | Sets pour | Sets contre |
| 1    | Étoile sportive de Radès   | 10     | 6      | 4         | 2        | 15        | 7           |
| 2    | Saydia Sports              | 10     | 6      | 4         | 2        | 13        | 8           |
| 3    | Tunis Air Club             | 8      | 6      | 2         | 4        | 8         | 13          |
| 4    | Club sportif de Hammam Lif | 8      | 6      | 2         | 4        | 7         | 15          |